# Edmond Cherouvrier
Edmond-Marie Cherouvrier (* 7. Februar 1831 in Sablé-sur-Sarthe; † 22. November 1905) war ein französischer Komponist.

## Leben und Wirken
Cherouvier war Pensionär am Collège de l’Immaculée-Conception de Vaugirard in Paris, das für seinen guten Musikunterricht bekannt war, bevor er am Conservatoire de Paris bei Simon Leborne studierte. 1858 gewann er mit der Kantate Jephté nach Emile Cécile den Ersten Second Grand Prix de Rome.
Er komponierte in der Folgezeit mehrere Opern, von denen jedoch nur Le Roi des Mines 1863 am Théâtre-Lyrique aufgeführt wurde, sowie einige kirchenmusikalische Werke. Von 1870 bis 1878 war Cherouvier Bürgermeister des XIV. Arrondissements von Paris. 1879 wurde er Generalsekretär der Pariser Oper. Ab 1882 war er einer der vier Vizepräsidenten der Société des compositeurs de musique (neben Edmond Membrée, Alexandre Guilmant und Antonin Guillot de Sainbris).

## Werke
- Ave Maria, 1845
- Clovis et Clotilde, Kantate, 1857
- Jephté, Kantate, 1858
- Le Roi des Mines, Oper, UA 1863
- Quentin Metzys, komische Oper in zwei Akten
- Gilles de Bretagne, Oper in vier Akten
- La Fiancée de Corinthe, Oper in zwei Akten
- Nicolas Flamel, komische Oper in drei Akten
- Fleurs d’automne, Liedersammlung
- Messe solennelle für vier Männerstimmen
- Tantum ergo für drei Stimmen
- Tota pulchra, Motette